# Flaga stanowa Michigan
Flaga stanu Michigan przedstawia herb stanu Michigan na ciemnoniebieskim tle.
Kolor błękitny flagi stanowej Michigan oraz bielik amerykański reprezentuje nadrzędny autorytet i jurysdykcję władz federalnych. Pełniące funkcje trzymaczy wapiti i łoś to symbole fauny stanu Michigan. Znajdujące się nad tarczą herbową zawołanie Tuebor (Obronię) odnosi się do położenia geograficznego Michigan na północnym pograniczu Stanów Zjednoczonych. W polu tarczy znajduje się słońce wstające znad półwyspu oraz jezioro. Stojący na półwyspie (stan Michigan zajmuje dwa półwyspy między Wielkimi Jeziorami) traper ma jedną rękę uniesioną w geście pokoju, a w drugiej trzyma strzelbę, co oznacza przyjaźń, dążenie do pokoju, a zarazem gotowość do bronienia kraju. Na wstędze widnieje dewiza: Si Quæris Peninsulam Amœnam Circumspice (Jeśli szukasz miłego półwyspu, spójrz wokół siebie).
Przyjęta 1 sierpnia 1911 roku. 
Proporcje 2:3.